# Mattrup å
Mattrup å är ett vattendrag på Jylland i Danmark.  Det ligger i Region Mittjylland. Mattrup å har sin källa i Torup sø och går sedan söderut via sjöarna Halle Sø och Stigsholm Sø till utloppet i Gudenå, Danmarks längsta vattendrag. Ån rinner genom kommunerna  Ikast-Brande, Horsens och Hedensted. Vattendraget bildar gräns mellan först Ikast-Brande och Silkeborgs kommun och senare mellan Ikast-Brande och Horsens kommun.
Längs ån ligger säteriet Mattrup. Vattendraget har Danmarks enda bestånd av Wormaldia subnigra.